# ヤニス・イカウニェクス
ヤニス・イカウニェクス（ラトビア語: Jānis Ikaunieks, 1995年2月16日 - ）は、ラトビアのプロサッカー選手。ラトビア代表。クオピオン・パロセウラ所属。ポジションはミッドフィールダー。

## 経歴

### クラブ
クルディーガに生まれ、幼少期をリエパーヤス・メタルルグスの下部組織で過ごした。2012シーズン、1.リーガで20試合に出場、11ゴールを挙げ、リエパーヤス・メタルルグスIIのリーグ優勝に貢献した。この活躍もあり、翌2013シーズンにトップチームに昇格。2013年4月7日、ダウガヴァ・リガ戦でヴィルスリーガデビューを果たした。このシーズン、リーグ戦19試合に出場し、3ゴールを記録した。シーズン終了後、財政難に陥っていたクラブは解散し、イカウニェクスやチームメイトの多くは、後を継ぐ形で設立されたリエパーヤに移籍した。
控え選手という立場で新シーズンをスタートしたが、際立った活躍でスターティングメンバーの座を掴み、5月にはヴィルスリーガの月間最優秀選手にも選出された。2014年6月11日、7-0で大勝したユールマラ戦では4ゴールを挙げる活躍を見せた。リーグ戦32試合に出場し23ゴールを挙げ、スコントのヴラディスラフス・グトコフスキスに次いで得点ランク2位となった。8月には、クロアチアのプルヴァHNL王者であったディナモ・ザグレブのトライアルに参加。9月、シーズン2回目となるリーグ月間最優秀選手に選出された。10月には、アヤックス、メス、VfBシュトゥットガルト、ウディネーゼといったクラブがイカウニェクスに関心を示していると報じられた。12月5日、イカウニェクスはこのシーズンのヴィルスリーガ最優秀ミッドフィールダー、そして最優秀選手に選ばれた。
12月23日、4年契約でリーグ・アンのメスに加入することをメスの会長が明かした。2015年1月7日、移籍が正式に決定。移籍金は非公表。1月20日、クープ・ドゥ・フランスのUSアヴランシュ戦でデビューし、試合も勝利した。1月31日、スコアレスドローに終わったニース戦でリーグ・アン初出場。
2016年12月、半年間の期限つきでギリシャ・スーパーリーグのAELに移籍。2017年1月4日、ヴェリア戦で初出場し、2-1で勝利した。1月18日、再びヴェリアとの対戦でAELでの唯一のゴールを挙げ、1-1で引き分けた。報道によれば契約に買い取りオプションは設定されておらず、シーズン終了後にメスへ戻った。
2017年6月15日、期限つき移籍で古巣のリエパーヤに復帰することが発表された。6月18日、復帰初戦でヴェンツピルスに1-0で勝利した。しかし中足骨骨折により2か月の離脱を余儀なくされ、このシーズン、リーグ戦6試合とカップ戦の決勝戦、計7試合の出場にとどまった。シーズン終了後、リエパーヤに完全移籍となった。2018シーズンは、リーグ戦17試合で9ゴール3アシストを記録するなど、すぐさまチームの重要な戦力となったが、不運なことに8月末に再び負傷してしまい、約3か月の戦線離脱となった。復帰を果たした2019シーズンも活躍し、リーグ戦24試合で7ゴールを挙げ、UEFAヨーロッパリーグ予選のディナモ・ミンスク戦でもゴールを記録した。
2020年2月11日、ノルウェーのストレームスゴトセトと契約を交わした。6月17日、スタルト戦で初出場し、2-2で引き分けた。しかしクラブに在籍したのは数か月で、リーグ戦の出場は6試合にとどまり、8月1日、双方の合意に基づいて契約を解除した。
8月6日、ラトビアに戻り、ヴィルスリーガのRFSに加入した。8月8日、古巣のリエパーヤ戦で初出場し、3-0で勝利した。8月12日、4-0で勝利したイェルガヴァ戦でRFSでの初ゴールを記録。
2021年2月22日、2年契約でフィンランドのKuPSに移籍した。

### 代表
U-18を皮切りに世代別代表に名を連ね、2014年10月13日、EURO 2016予選のトルコ戦にフル出場し、A代表デビュー。後に計算してみると、1999年に代表デビューしたマーリス・ヴェルパコフスキスの記録とちょうど同じ、19歳7か月25日での出場であった。代表初ゴールは2016年3月29日に行われたジブラルタルとの親善試合。この試合では2ゴールを挙げ、5-0で勝利した。

## 人物
兄のダーヴィスもプロサッカー選手であり、現在はチェコ1部リーグのバウミト・ヤブロネツに所属している。

## 個人成績

### クラブ
| 国内大会個人成績 | 国内大会個人成績             | 国内大会個人成績 | 国内大会個人成績 | 国内大会個人成績 | 国内大会個人成績 | 国内大会個人成績 | 国内大会個人成績 | 国内大会個人成績 | 国内大会個人成績 | 国内大会個人成績 | 国内大会個人成績 |
| 年度             | クラブ                       | 背番号           | リーグ           | リーグ戦         | リーグ戦         | リーグ杯         | リーグ杯         | オープン杯       | オープン杯       | 期間通算         | 期間通算         |
| 年度             | クラブ                       | 背番号           | リーグ           | 出場             | 得点             | 出場             | 得点             | 出場             | 得点             | 出場             | 得点             |
| ラトビア         | ラトビア                     | ラトビア         | ラトビア         | リーグ戦         | リーグ戦         | リーグ杯         | リーグ杯         | ラトビア杯       | ラトビア杯       | 期間通算         | 期間通算         |
| ---------------- | ---------------------------- | ---------------- | ---------------- | ---------------- | ---------------- | ---------------- | ---------------- | ---------------- | ---------------- | ---------------- | ---------------- |
| 2012             | リエパーヤス・メタルルグスII |                  | 1.リーガ         | 20               | 11               |                  |                  |                  |                  | 20               | 11               |
| 2013             | リエパーヤス・メタルルグスII |                  | 1.リーガ         | 1                | 0                |                  |                  |                  |                  | 1                | 0                |
| 2013             | リエパーヤス・メタルルグス   |                  | ヴィルスリーガ   | 19               | 3                |                  |                  | 3                | 0                | 22               | 3                |
| 2014             | リエパーヤ                   |                  | ヴィルスリーガ   | 32               | 23               |                  |                  | 3                | 1                | 35               | 24               |
| フランス         | フランス                     | フランス         | フランス         | リーグ戦         | リーグ戦         | F・リーグ杯      | F・リーグ杯      | フランス杯       | フランス杯       | 期間通算         | 期間通算         |
| 2014-15          | メスII                       |                  | CFA              | 6                | 2                | -                | -                | -                | -                | 6                | 2                |
| 2014-15          | メス                         | 28               | リーグ・アン     | 4                | 0                |                  |                  | 2                | 0                | 6                | 0                |
| 2015-16          | メスII                       |                  | CFA              | 3                | 2                | -                | -                | -                | -                | 3                | 2                |
| 2015-16          | メス                         | 28               | リーグ・ドゥ     | 8                | 0                |                  |                  | 1                | 0                | 9                | 0                |
| 2016-17          | メスII                       |                  | CFA              | 5                | 0                | -                | -                | -                | -                | 5                | 0                |
| ギリシャ         | ギリシャ                     | ギリシャ         | ギリシャ         | リーグ戦         | リーグ戦         | リーグ杯         | リーグ杯         | エラーダス杯     | エラーダス杯     | 期間通算         | 期間通算         |
| 2016-17          | AEL                          |                  | スーパーリーグ   | 10               | 1                | -                | -                | 0                | 0                | 10               | 1                |
| ラトビア         | ラトビア                     | ラトビア         | ラトビア         | リーグ戦         | リーグ戦         | リーグ杯         | リーグ杯         | ラトビア杯       | ラトビア杯       | 期間通算         | 期間通算         |
| 2017             | リエパーヤ                   | 10               | ヴィルスリーガ   | 6                | 0                |                  |                  | 1                | 0                | 7                | 0                |
| 2018             | リエパーヤ                   | 8                | ヴィルスリーガ   | 17               | 9                |                  |                  | 1                | 0                | 18               | 9                |
| 2019             | リエパーヤ                   | 10               | ヴィルスリーガ   | 25               | 12               |                  |                  | 1                | 0                | 26               | 12               |
| ノルウェー       | ノルウェー                   | ノルウェー       | ノルウェー       | リーグ戦         | リーグ戦         | リーグ杯         | リーグ杯         | ノルウェー杯     | ノルウェー杯     | 期間通算         | 期間通算         |
| 2020             | ストレームスゴトセト         | 23               | エリテセリエン   | 6                | 0                | -                | -                | 0                | 0                | 6                | 0                |
| ラトビア         | ラトビア                     | ラトビア         | ラトビア         | リーグ戦         | リーグ戦         | リーグ杯         | リーグ杯         | ラトビア杯       | ラトビア杯       | 期間通算         | 期間通算         |
| 2020             | RFS                          | 10               | ヴィルスリーガ   | 14               | 7                |                  |                  | 3                | 1                | 17               | 8                |
| フィンランド     | フィンランド                 | フィンランド     | フィンランド     | リーグ戦         | リーグ戦         | リーグ杯         | リーグ杯         | オープン杯       | オープン杯       | 期間通算         | 期間通算         |
| 2021             | KuPS                         | 10               | ヴェイッカウス   | 8                | 3                | -                | -                | 2                | 1                | 10               | 4                |
| 2022             | KuPS                         | 10               | ヴェイッカウス   | 19               | 5                | -                | -                | 3                | 1                | 22               | 6                |
| 通算             | ラトビア                     | ラトビア         | 1.リーガ         | 21               | 11               |                  |                  |                  |                  | 21               | 11               |
| 通算             | ラトビア                     | ラトビア         | ヴィルスリーガ   | 113              | 54               |                  |                  | 9                | 2                | 122              | 56               |
| 通算             | フランス                     | フランス         | CFA              | 14               | 4                | -                | -                | -                | -                | 14               | 4                |
| 通算             | フランス                     | フランス         | リーグ・ドゥ     | 8                | 0                |                  |                  | 1                | 0                | 9                | 0                |
| 通算             | フランス                     | フランス         | リーグ・アン     | 4                | 0                |                  |                  | 2                | 0                | 6                | 0                |
| 通算             | ギリシャ                     | ギリシャ         | スーパーリーグ   | 10               | 1                | -                | -                | 0                | 0                | 10               | 1                |
| 通算             | ノルウェー                   | ノルウェー       | エリテセリエン   | 6                | 0                | -                | -                | 0                | 0                | 6                | 0                |
| 通算             | フィンランド                 | フィンランド     | ヴェイッカウス   | 27               | 8                | -                | -                | 5                | 2                | 32               | 10               |
| 総通算           | 総通算                       | 総通算           | 総通算           | 203              | 78               |                  |                  | 17               | 4                | 220              | 82               |

### 代表
| ラトビア代表 | 国際Aマッチ | 国際Aマッチ |
| 年           | 出場        | 得点        |
| ------------ | ----------- | ----------- |
| 2014         | 3           | 0           |
| 2015         | 4           | 0           |
| 2016         | 7           | 2           |
| 2017         | 4           | 0           |
| 2018         | 3           | 1           |
| 2019         | 5           | 0           |
| 2020         | 7           | 3           |
| 2021         | 6           | 1           |
| 2022         | 5           | 3           |
| 通算         | 45          | 11          |

#### ゴール
| #   | 年月日         | 開催地                                             | 対戦国       | 勝敗 | 試合概要                                         |
| --- | -------------- | -------------------------------------------------- | ------------ | ---- | ------------------------------------------------ |
| 1.  | 2016年3月29日  | ヴィクトリア・スタジアム（ ジブラルタル）          | ジブラルタル | ○5-0 | 親善試合                                         |
| 2.  | 2016年3月29日  | ヴィクトリア・スタジアム（ ジブラルタル）          | ジブラルタル | ○5-0 | 親善試合                                         |
| 3.  | 2018年6月2日   | Daugava Stadium（ ラトビア・リガ）                 | エストニア   | ○1-0 | バルティックカップ 2018                          |
| 4.  | 2020年10月10日 | トースヴェリュール（ フェロー諸島・トースハウン）  | フェロー諸島 | △1-1 | UEFAネーションズリーグ2020-21・リーグD           |
| 5.  | 2020年11月17日 | Estadi Nacional（ アンドラ・アンドラ・ラ・ベリャ） | アンドラ     | ○5-0 | UEFAネーションズリーグ2020-21・リーグD           |
| 6.  | 2020年11月17日 | Estadi Nacional（ アンドラ・アンドラ・ラ・ベリャ） | アンドラ     | ○5-0 | UEFAネーションズリーグ2020-21・リーグD           |
| 7.  | 2021年2月24日  | スコント・スタディオン（ ラトビア・リガ）          | モンテネグロ | ●1-2 | 2022 FIFAワールドカップ・ヨーロッパ予選グループG |
| 8.  | 2022年6月3日   | Daugava Stadium                                    | アンドラ     | ○3-0 | UEFAネーションズリーグ2022-23・リーグD           |
| 9.  | 2022年6月10日  | スタディオヌル・ジンブル（ モルドバ・キシナウ）    | モルドバ     | ○4-2 | UEFAネーションズリーグ2022-23・リーグD           |
| 10. | 2022年6月10日  | スタディオヌル・ジンブル（ モルドバ・キシナウ）    | モルドバ     | ○4-2 | UEFAネーションズリーグ2022-23・リーグD           |
| 11. | 2022年9月22日  | Daugava Stadium                                    | モルドバ     | ●1-2 | UEFAネーションズリーグ2022-23・リーグD           |

## タイトル

### クラブ
リエパーヤス・メタルルグスII
- 1.リーガ（2012）

リエパーヤ
- ラトビヤス・カウス（2017）

### 代表
- バルティックカップ（2018）

### 個人
- ヴィルスリーガ年間最優秀ミッドフィールダー（2014）
- ヴィルスリーガ年間最優秀選手（2014）